# 古特施米特鎮區 (北達科他州洛根縣)
古特施米特鎮區（英語：Gutschmidt Township）是位於美國北達科他州洛根縣的一個鎮區。

## 地方資料
古特施米特鎮區的面積為94.42平方千米，當中陸地面積為93.22平方千米，而水域面積為1.20平方千米。根據2020年美國人口普查的數據，當地共有人口23人，而人口密度為每平方千米0.24人。